# Iva Majoli
Iva Majoli Maric, född 12 augusti 1977 i Zagreb, Kroatien, är en kroatisk högerhänt före detta professionell tennisspelare. 
Iva Majoli Maric blev professionell tennisspelare i augusti 1991. Hon vann totalt åtta singeltitlar på WTA-touren och dessförinnan två på ITF-cirkusen. I dubbel har hon en WTA-titel. Sin högsta ranking i singel, nummer fyra, nådde hon i februari 1996. I dubbel rankades hon som bäst nummer 24 (augusti 1995). Hon har inte spelat tävlingstennis på WTA-touren sedan 2004.
Iva Majoli Maric vann singeltiteln i Grand Slam-turneringen Franska öppna mästerskapen år 1997 genom att i finalen besegra schweiziskan Martina Hingis (6-4, 6-2). Med förlusten släcktes Hingis förhoppning om att vinna en "äkta Grand Slam" under den säsongen. 
Hon deltog i olympiska sommarspelen 1996 och 2000.
Majoli är idag (2025) kapten för Kroatiens Billie Jean King Cup-lag.

## Grand Slam-titlar
- Franska öppna
  - Singel - 1997